# 2. ŽNL Dubrovačko-neretvanska 2022./23.
Ovaj članak je podtema članka: 6. rang HNL-a 2022./23.

2. ŽNL Dubrovačko-neretvanska za sezonu 2022./23. predstavlja drugi stupanj županijske lige u Dubrovačko-neretvanskoj županiji, te ligu šestog stupnja hrvatskog nogometnog prvenstva. 
 
U ligi sudjeluje 10 klubova. 
 
prvak lige je postao klub "BŠK Zmaj" iz Blata.  

## Sustav natjecanja
Deset klubova igra dvokružnu ligu (18 kola).

## Sudionici
- BŠK Zmaj – Blato
- Enkel – Popovići, Konavle
- Faraon – Trpanj
- Grk – Potomje, Orebić
- NA Libertas – Dubrovnik
- Omladinac –  Lastovo
- Ponikve – Boljenovići – Ponikve, Ston
- Putniković – Putniković, Ston
- Rat – Kuna Pelješka, Orebić
- SOŠK 1919 – Ston

## Ljestvica
| Poz. | Momčad             | U  | P  | N | I  | G+ | G– | G+/– | Bod. | Nastavak natjecanja ili ispadanje |
| ---- | ------------------ | -- | -- | - | -- | -- | -- | ---- | ---- | --------------------------------- |
| 1.   | BŠK Zmaj Blato (P) | 18 | 16 | 1 | 1  | 57 | 11 | +46  | 49   | 1. ŽNL                            |
| 2.   | Omladinac Lastovo  | 18 | 12 | 4 | 2  | 55 | 17 | +38  | 40   |                                   |
| 3.   | Rat                | 18 | 12 | 2 | 4  | 50 | 19 | +31  | 38   |                                   |
| 4.   | NA Libertas        | 18 | 9  | 1 | 8  | 27 | 28 | −1   | 28   |                                   |
| 5.   | Grk                | 18 | 7  | 6 | 5  | 41 | 29 | +12  | 27   |                                   |
| 6.   | Putniković         | 18 | 6  | 2 | 10 | 24 | 38 | −14  | 20   |                                   |
| 7.   | Ponikve            | 18 | 5  | 6 | 7  | 29 | 36 | −7   | 19   |                                   |
| 8.   | Faraon             | 18 | 6  | 1 | 11 | 44 | 52 | −8   | 19   |                                   |
| 9.   | Enkel              | 18 | 2  | 5 | 11 | 17 | 50 | −33  | 11   |                                   |
| 10.  | SOŠK 1919 Ston     | 18 | 0  | 2 | 16 | 14 | 78 | −64  | −3   |                                   |

1. ↑  2 boda oduzeta od saveza.
2. ↑  5 bodova oduzeto od saveza.

## Rezultati
Ažurirano: 30. svibnja 2023. (kraj sezone) 

| 1. kolo                | 1. kolo |
| ---------------------- | ------- |
| 25. rujna 2022.        |         |
| Enkel – Omladinac      | 0:0     |
| Faraon – Ponikve       | 1:1     |
| BŠK Zmaj – NA Libertas | 3:1     |
| SOŠK 1919 – Putniković | 0:2     |
| Rat – Grk              | 3:3     |
| [ 1 ]                  |         |

| 2. kolo                 | 2. kolo |
| ----------------------- | ------- |
| 2. listopada 2022.      |         |
| Omladinac – NA Libertas | 1:1     |
| Ponikve – BŠK Zmaj      | 1:4     |
| Grk – Faraon            | 4:2     |
| Putniković – Rat        | 1:2     |
| 26. studenog 2022.      |         |
| Enkel – SOŠK 1919       | 4:1     |
| [ 1 ]                   |         |

| 3. kolo               | 3. kolo |
| --------------------- | ------- |
| 9. listopada 2022.    |         |
| SOŠK 1919 – Omladinac | 0:6     |
| Faraon – Putniković   | 6:3     |
| BŠK Zmaj – Grk        | 2:1     |
| Rat – Enkel           | 7:0     |
| NA Libertas – Ponikve | 0:3     |
| [ 1 ]                 |         |

| 4. kolo               | 4. kolo |
| --------------------- | ------- |
| 16. listopada 2022.   |         |
| Enkel – Faraon        | 1:8     |
| SOŠK 1919 – Rat       | 0:2     |
| Omladinac – Ponikve   | 1:1     |
| Grk – NA Libertas     | 2:2     |
| Putniković – BŠK Zmaj | 1:4     |
| [ 1 ]                 |         |

| 5. kolo                  | 5. kolo  |
| ------------------------ | -------- |
| 23. listopada 2022.      |          |
| BŠK Zmaj – Enkel         | 4:0      |
| Rat – Omladinac          | 3:0      |
| Ponikve – Grk            | 2:3      |
| NA Libertas – Putniković | 2:1      |
| Faraon – SOŠK 1919       | 3:0 p.f. |
| [ 1 ]                    |          |

| 6. kolo              | 6. kolo |
| -------------------- | ------- |
| 30. listopada 2022.  |         |
| Putniković – Ponikve | 1:0     |
| Enkel – NA Libertas  | 1:0     |
| Rat – Faraon         | 5:1     |
| Omladinac – Grk      | 2:2     |
| SOŠK 1919 – BŠK Zmaj | 0:7     |
| [ 1 ]                |         |

| 7. kolo                 | 7. kolo  |
| ----------------------- | -------- |
| 5. studenog 2022.       |          |
| Grk – Putniković        | 3:0 p.f. |
| 6. studenog 2022.       |          |
| BŠK Zmaj – Rat          | 3:0      |
| NA Libertas – SOŠK 1919 | 6:1      |
| Ponikve – Enkel         | 3:1      |
| 26. studenog 2022.      |          |
| Faraon – Omladinac      | 2:4      |
| [ 1 ]                   |          |

| 8. kolo                | 8. kolo |
| ---------------------- | ------- |
| 13. studenog 2022.     |         |
| Enkel – Grk            | 1:3     |
| SOŠK 1919 – Ponikve    | 3:5     |
| Rat – NA Libertas      | 2:0     |
| Faraon – BŠK Zmaj      | 2:7     |
|                        |         |
| Putniković – Omladinac |         |
| [ 1 ]                  |         |

| 9. kolo              | 9. kolo |
| -------------------- | ------- |
| 20. studenog 2022.   |         |
| NA Libertas – Faraon | 2:0     |
| Ponikve – Rat        | 1:1     |
| Grk – SOŠK 1919      | 6:0     |
| Putniković – Enkel   | 0:0     |
| 19. veljače 2023.    |         |
| BŠK Zmaj – Omladinac | 1:0     |
| [ 1 ]                |         |

| 10. kolo               | 10. kolo |
| ---------------------- | -------- |
| 12. ožujka 2023.       |          |
| Omladinac – Enkel      | 6:1      |
| Putniković – SOŠK 1919 | 4:1      |
| NA Libertas – BŠK Zmaj | 0:5      |
| Grk – Rat              | 2:3      |
| Ponikve – Faraon       | 2:1      |
| [ 1 ]                  |          |

| 11. kolo                | 11. kolo |
| ----------------------- | -------- |
| 19. ožujka 2023.        |          |
| NA Libertas – Omladinac | 2:5      |
| Rat – Putniković        | 1:2      |
| BŠK Zmaj – Ponikve      | 2:0      |
| Faraon – Grk            | 3:1      |
| SOŠK 1919 – Enkel       | 0:0      |
| [ 1 ]                   |          |

| 12. kolo              | 12. kolo |
| --------------------- | -------- |
| 26. ožujka 2023.      |          |
| Enkel – Rat           | 0:3      |
| Ponikve – NA Libertas | 1:2      |
| Omladinac – SOŠK 1919 | 8:0      |
| Putniković – Faraon   | 5:2      |
| Grk – BŠK Zmaj        | 2:2      |
| [ 1 ]                 |          |

| 13. kolo              | 13. kolo |
| --------------------- | -------- |
| 2. travnja 2023.      |          |
| NA Libertas – Grk     | 1:0      |
| BŠK Zmaj – Putniković | 5:0      |
| Faraon – Enkel        | 5:1      |
| Ponikve – Omladinac   | 0:3      |
| Rat – SOŠK 1919       | 7:2      |
| [ 1 ]                 |          |

| 14. kolo                 | 14. kolo |
| ------------------------ | -------- |
| 8. travnja 2023.         |          |
| SOŠK 1919 – Faraon       | 3:6      |
| Grk – Ponikve            | 1:1      |
| 10. travnja 2023.        |          |
| Enkel – BŠK Zmaj         | 0:1      |
| Putniković – NA Libertas | 0:2      |
| 21. svibnja 2023.        |          |
| Omladinac – Rat          | 2:1      |
| [ 1 ]                    |          |

| 15. kolo             | 15. kolo              |
| -------------------- | --------------------- |
| 16. travnja 2023.    |                       |
| NA Libertas - Enkel  | 1:0                   |
| BŠK Zmaj - SOŠK 1919 | 3:0 p.f. (1:0 prekid) |
| Grk - Omladinac      | 0:2                   |
| Ponikve - Putniković | 1:0                   |
| Faraon - Rat         | 0:3                   |
| [ 1 ]                |                       |

| 16. kolo                | 16. kolo |
| ----------------------- | -------- |
| 23. travnja 2023.       |          |
| Putniković - Grk        | 2:2      |
| Enkel - Ponikve         | 5:5      |
| Omladinac - Faraon      | 6:2      |
| Rat - BŠK Zmaj          | 0:2      |
| SOŠK 1919 - NA Libertas | 1:4      |
| [ 1 ]                   |          |

| 17. kolo               | 17. kolo |
| ---------------------- | -------- |
| 30. travnja 2023.      |          |
| Omladinac - Putniković | 5:0      |
| BŠK Zmaj - Faraon      | 2:0      |
| Ponikve - SOŠK 1919    | 1:1      |
| NA Libertas - Rat      | 0:1      |
| Grk - Enkel            | 1:1      |
| [ 1 ]                  |          |

| 18. kolo             | 18. kolo |
| -------------------- | -------- |
| 6. svibnja 2023.     |          |
| SOŠK 1919 - Grk      | 1:4      |
| 7. svibnja 2023.     |          |
| Rat - Ponikve        | 6:1      |
| Enkel - Putniković   | 1:2      |
| Faraon - NA Libertas | 0:2      |
| 28. svibnja 2023.    |          |
| Omladinac - BŠK Zmaj | 3:1      |
| [ 1 ]                |          |

## Najbolji strijelci
Izvori:
Strijelci 10 i više pogodaka: 
18 golova
- David Katić (Omladinac)

13 golova
- Luka Koludrović (Faraon)

12 golova
- Jakov Marinović (BŠK Zmaj)
- Dino špaleta (Rat)

 Ažurirano: 1. lipnja 2023. 

## Vanjske poveznice
- zns-dn.com, Županijski nogometni savez Dubrovačko-neretvanske županije
- zns-dn.com, 2. ŽNL
- dalmatinskinogomet.hr
- ŽNS Dubrovačko-neretvanski, facebook stranica
- markopolosport.net
- sportnet.hr forum, 1. ŽNL Dubrovačko-neretvanska  Arhivirana inačica izvorne stranice od 14. studenoga 2018. (Wayback Machine)